# 細田佳央太
細田 佳央太（ほそだ かなた、2001年〈平成13年〉12月12日 - ）は、日本の俳優。
東京都出身。アミューズ所属。

## 来歴
小学2年生の頃、テレビ出演に興味があることを知った母親が、芸能事務所に履歴書を送ったことがきっかけで芸能界入りをした。
2014年、映画『もういちど 家族落語』で俳優デビュー。
2019年、映画『町田くんの世界』で1000人以上の中からオーディションで主人公・町田一役に選ばれ、映画初主演。
2021年、4月期のTBS系日曜劇場『ドラゴン桜 第2シリーズ』に東大専科の生徒・原健太役として出演し、注目を集める。
2022年、1月期のテレビ朝日系土曜ナイトドラマ『もしも、イケメンだけの高校があったら』で連続ドラマ初主演。同年6月30日、2023年大河ドラマ第62作『どうする家康』に徳川信康役で出演することが発表され、NHK大河ドラマへの出演は初めてとなる。
2023年8月10日、舞台『メルセデス・アイス MERCEDES ICE』で舞台初主演を務めた。

## 人物
- 特技は剣道、バスケットボール[1]。趣味は釣りについて調べること。一人カラオケ[9]。
- 『ドラゴン桜』（2021年）で原健太役で出演する際に役作りとして体重を10キロ増やし、髪型を丸刈りにした[10]。
- 『ドラゴン桜』で共演した加藤清史郎、鈴鹿央士、志田彩良と仲が良い[11]。

## 出演
特記のないデータは、すべてアミューズ公式サイトに掲載されているプロフィールからの参考。※太字は主演作品

### テレビドラマ
- 検事・沢木正夫3 共犯者（2015年8月19日、テレビ東京・BSジャパン） - 沢木正夫〈幼少期〉 役
- 川獺（2016年3月29日、NHK総合） - 須藤保 役
- ドラマスペシャル 検事の本懐（2016年12月3日、テレビ朝日） - 佐方貞人〈高校時〉 役
- クズの本懐 第4話（2017年2月9日、フジテレビ）
- 先に生まれただけの僕（2017年10月14日 - 12月16日、日本テレビ） - 中村慎介 役[12]
- FINAL CUT（2018年1月9日 - 3月13日、関西テレビ） - 早川慶介／中村慶介〈高校時〉 役[2]
- 魔法×戦士 マジマジョピュアーズ!（2018年4月1日 - 2019年3月24日、テレビ東京） - 邪魔彦/真加部正彦 役[13][14]
- やけに弁の立つ弁護士が学校でほえる 第5話（2018年5月19日、NHK総合）[15]
- 悪党〜加害者追跡調査〜（2019年5月12日 - 6月16日、WOWOW） - 佐伯修一（少年期） 役
- 小さな神たちの祭り（2019年11月20日、東北放送） - 谷川晃の弟 役
- 左手一本のシュート（2020年3月14日、BS-TBS） - 名取秀 役
- 家政夫のミタゾノ 第4シリーズ 第1話（2020年4月24日、テレビ朝日） ‐ 岩瀬浩一 役
- さくらの親子丼 第3シリーズ（2020年10月17日 - 12月19日、東海テレビ・フジテレビ） - 岡林大樹 役[16]
- ドラゴン桜 第2シリーズ（2021年4月25日 - 6月27日、TBS） - 原健太 役[17]
- イチケイのカラス 第4話（2021年4月26日、フジテレビ） - 滝本陸 役[18]
- ラブファントム（2021年5月13日 - 7月16日、毎日放送他） -  相楽淳平 役[19]
- 初情事まであと1時間（2021年9月10日、毎日放送他） - 相良裕司 役
- バンクオーバー!〜史上最弱の強盗〜（2021年9月19日・26日、日本テレビ） - 謎の男（若松健一）役[20]
- 恋です！〜ヤンキー君と白杖ガール〜（2021年10月6日 - 12月15日、日本テレビ） - 青野陽太 役[21]
- もしも、イケメンだけの高校があったら（2022年1月15日 - 3月19日、テレビ朝日） - 主演・池田龍馬 役[6][22]
- ねこ物件（2022年4月8日 - 6月10日、テレビ神奈川 他[注釈 1]） - 立花修 役[23][24]
- 金田一少年の事件簿 第1話（2022年4月24日、日本テレビ） - 真壁誠 役[25]
- 家庭教師のトラコ（2022年7月20日 - 9月21日、日本テレビ） - 上原守 役[26]
- ZIP! 朝ドラマ「クレッシェンドで進め」（2022年10月17日 - 12月16日、日本テレビ） - 主演・樫浩太 役[27]
- 大河ドラマ どうする家康 第17回 - 第25回・最終回（2023年5月7日 - 7月2日・12月17日、NHK総合） - 松平信康 役[7][28][29]
- ドロップ（2023年6月2日 - 8月4日、WOWOW） - 主演・信濃川ヒロシ 役[30][31]
- フェルマーの料理 第1話・第6話 - 第8話（2023年10月20日、11月24日 - 12月8日、TBS） - 広瀬一太郎 役[32]
- 日本テレビ開局70年スペシャルドラマ「テレビ報道記者〜ニュースをつないだ女たち〜」（2024年3月5日、日本テレビ） - 西原宏樹 役[33]
- 95（2024年4月8日 - 6月10日、テレビ東京） - 丸山浩一（マルコ） 役[34]
- あの子の子ども（2024年6月25日 - 9月17日、関西テレビ・フジテレビ） - 月島宝 役[35]
- Shrink-精神科医ヨワイ- 第3話（2024年9月14日、NHK総合・BSP4K） - 温田優 役
- 連続テレビ小説 あんぱん（2025年3月31日 - 、NHK総合） - 原豪 役[36]
- 雪煙チェイス（2025年冬放送予定、NHK総合） - 主演・脇坂竜実 役（ムロツヨシとダブル主演）[37]

### WEBドラマ
- シークレット・メッセージ（2015年、dTV）
- テラフォーマーズ/新たなる希望（2016年、dTV） - 小町小吉〈幼少期〉 役
- イケメン道〜美南学園物語〜（2022年1月15日 - 3月19日、TELASA） - 池田龍馬 役[38]
- 七夕の国（2024年7月4日 - 、ディズニープラススター） - 主演・南丸洋二 役[39][40]

### 映画
- 映画館落語 かもめ亭シリーズ もういちど 家族落語（2014年、マイシアター/ライブ・ビューイング・ジャパン）
- 探偵ミタライの事件簿 星籠の海（2016年6月4日、東映） - 槙田邦彦〈幼少期〉 役
- 町田くんの世界（2019年6月7日、ワーナー・ブラザース映画） - 主演・町田一 役（関水渚とダブル主演）[4]
- 十二単衣を着た悪魔（2020年11月6日、キノフィルムズ） - 伊藤水 役[41]
- 花束みたいな恋をした（2021年1月29日、東京テアトル / リトルモア） -  水埜亘 役[42]
- 青葉家のテーブル（2021年6月18日、エレファントハウス） - 瀬尾雄大 役[43][44]
- 子供はわかってあげない（2021年8月20日、日活） - 門司昭平 役[45]
- 女子高生に殺されたい（2022年4月1日、日活） - 川原雪生 役[46][47]
- 劇場版 ねこ物件（2022年8月5日、AMGエンタテインメント） - 立花修 役[48]
- 線は、僕を描く（2022年10月21日、東宝） - 古前巧 役[49]
- ぬいぐるみとしゃべる人はやさしい（2023年4月14日、イハフィルムズ） - 主演・七森剛志 役[50][51]
- Amuse Presents SUPER HANDSOME LIVE 2022 “ROCK YOU! ROCK ME!!”（2023年5月19日、ライブ・ビューイング / 松竹）[52]

### WEB映画
- ナックルガール（2023年11月2日、Amazon Prime Video） - 成瀬秀治 役 [53]
- 新幹線大爆破（2025年4月23日、Netflix） - 藤井慶次 役[54]

### 舞台
- 青春cm2（2020年7月18日配信上映、アミューズ）[注釈 2] - U 役
- メルセデス・アイス MERCEDES ICE（2023年8月11日 - 20日、世田谷パブリックシアター） - 主演・メルセデス・アイス 役[8][55]

### MV
- Mihiro 〜マイロ 「GO!! feat.CHOZEN LEE from FIRE BALL」 - YouTube（2011年6月14日）
- サイダーガール 「サテライト」 - YouTube（2018年9月21日）[56]
- ケツメイシ 令和版「さくら」ショートフィルム（2021年）
- 水瀬いのり ココロソマリ 特別企画 SHORT FILM「名前のない色」 - YouTube（2020年2月5日）

### CM
- 首都高速道路 首都高で行こう!（2011年）
- タカラトミー ハイキュー!! バボカ!! （2015年）
- メットライフ生命保険（2017年）
- 三井住友カード「家族ポイント」（2022年）[57]
- エーザイ チョコラBBブランド「チョコラ家」（2022年4月） - 息子・佳央太 役[58]
  - チョコラBBプラス「それ、チョコラBBプラスの出番かも。」篇
  - チョコラBBローヤル2「今のつらい疲れに。」篇
  - チョコラBBブランド「チョコラBBブランド70周年」篇
- 西松建設「まかせられる人が、いる。」（2024年）[59]

### バラエティ番組
- ハンサムゼミ（2021年1月25日 - 12月22日、毎日放送）[60]
- ラヴィット!（2021年6月2日 - 7月21日、TBS） - 水曜ラヴィット!ファミリー[61]
- ZIP!（2021年9月3日 - 9月24日、日本テレビ）- 2021年9月度月替わり金曜パーソナリティー

### ラジオドラマ
- FMシアター（NHK-FM）
  - 「あの恋は、檸檬のようだった」（2021年3月6日）[62]
  - 『背番号のない夏』（2025年5月10日） - 主演・森拓実  役[63]

### WEB
- アミューズモバイル「細田佳央太に67の質問」（2019年2月14日）インタビュー
- HOUYHNHNM（フイナム）「路地裏てぃーん。33人目 細田佳央太 17歳」（2019年7月04日）
- WHAT's IN? tokyo「「「芝居を追い求め続ける」「恋愛は一途」。細田佳央太の素顔を”手相”から肉迫!」（2020年7月17日）インタビュー
- non-no Web「「細田佳央太に誘われて、おうちでまったりベランピングデート! 今月の彼氏。 細田佳央太」（2020年12月19日）インタビュー
- ENCOUNT「「ドラゴン桜」で生徒役の細田佳央太、「今回のメンバーは全然知らない」に反骨心」（2021年4月24日）インタビュー
- ねとらば「「細田佳央太、ほぼ無名の主役から「ドラゴン桜」を勝ち取るまで　フレッシュな笑顔から分かる“純粋”さと“情熱”」（2021年4月25日）インタビュー

## 書籍

### 雑誌・新聞
- 小学三年生・小学四年生（2010年、小学館）
- 読売KODOMO新聞（2011年、読売新聞東京本社）
- 入門百科＋ ゼロからのつり入門（2013年、小学館、ISBN 978-4-09-230352-2）

## 受賞・ノミネート歴

### 2019
- 第44回報知映画賞 新人賞ノミネート（「町田くんの世界」）[64]
- 第62回ブルーリボン賞 新人賞ノミネート（『町田くんの世界』）[65]
- 第74回毎日映画コンクール スポニチグランプリ 新人賞ノミネート（『町田くんの世界』）[66]
- おおさかシネマフェスティバル2020 新人男優賞（『町田くんの世界』）[67]
- 第29回日本映画批評家大賞 新人男優賞（南俊子賞）（『町田くんの世界』）